# Gonodontis
Genre
Synonymes
- Odontopera

Gonodontis est un genre de papillons de la famille des Geometridae.

## Espèces
- Gonodontis aethocrypta Prout 1926
- Gonodontis clelia Cramer 1780
- Gonodontis cleliaria Hübner 1823
- Gonodontis diplodonta Turner 1947
- Gonodontis euctista Turner 1947
- Gonodontis orthotoma Lower 1895
- Gonodontis pallida Butler 1880
- Gonodontis rajaca Walker 1860
- Gonodontis stramenticea Turner 1947
- Gonodontis zapluta Turner 1904